# Романов Василь Григорович
Василь Григорович Романов (1903 — серпень 1972, місто Дрогобич) — український радянський діяч, фахівець у галузі нафтопереробки і нафтохімії, директор Другого Дрогобицького нафтопереробного заводу.

## Життєпис
З юнацьких років працював. Освіта вища технічна.
Член ВКП(б) з 1929 року.
З осені 1939 по червень 1941 рік — директор Дрогобицького нафтоперегінного заводу № 4.
Під час німецько-радянської війни працював на нафтопереробних заводах міста Грозного Чечено-Інгушської АРСР.
У 1944—1963 роках — директор Другого Дрогобицького нафтопереробного заводу.
У 1963—1964 роках — директор виробничого об'єднання «Дрогобичнафтопереробка».
З 1964 року — персональний пенсіонер.
Помер у серпні 1972 року.

## Нагороди
- два ордени Трудового Червоного Прапора (23.01.1948, 19.03.1959)
- медалі
- Почесна грамота Президії Верховної Ради Української РСР (24.06.1966)